# 聞くジャニ∞
『聞くジャニ∞』（きくジャニエイト）は、2004年10月2日から2009年4月4日まで毎週土曜日の夜11時30分から深夜0時に毎日放送ラジオ（MBSラジオ）で放送されていた30分間のラジオ番組。関ジャニ∞の中から2人（誰が出てくるかは不定）が出演していた（スペシャル時は3人が出演することもあった）。毎日放送茶屋町本社ビルのスタジオから放送していた。
レギュラー放送は4月4日で終了したが、放送を終了しないでほしいという声がリスナーから多数寄せられた為、2009年4月27日、2009年7月6日に「聞くジャニ∞ リターンズ」と題して放送された。

## 出演
- 横山裕
- 村上信五
- 渋谷すばる
- 錦戸亮
- 安田章大
- 丸山隆平
- 大倉忠義
- 内博貴

## コーナー
聞けメロDX
最近あったここだけの話に、ふさわしいと思う一曲を紹介するコーナー。
読めおた∞
リスナーからのお便りを紹介するコーナー。
聞くジャニおもしろ川柳
3分アドリブ∞（10月28日をもって終了）
決められた設定で、3つのキーワードを出しながら話を進めていくコーナー。制限時間は3分間で、最後にはオチが必要となる。キーワードを一つ出して、判定が良ければプラス1ポイント、ダメならばマイナスポイントとなる。
三択嘘つき∞（2007年10月14日をもって終了）
メンバーの演技力をためすコーナー。
ガチンコミッション∞（2008年3月29日をもって終了）
毎回出されるミッションにメンバーが挑戦するコーナー。ミッションに失敗すると罰ゲームのむちゃぶりが待っている。
聞くジャニ∞minute
公序良俗に反する内容で無ければ、8分間何を話しても構わないフリートークコーナー。
エコレンジャー
エコを進めるコーナー。リスナーからもエコレンジャー会員を募集し、毎週5人をエコレンジャーに任命していた。